# Eupithecia maenamiella
Eupithecia maenamiella (ムネシロテンカバナミシャク?   lit. «polilla de pecho blanco»), es una especie de polilla de la familia Geometridae. La especie fue descrita por primera vez por Hiroshi Inoue habiendo sido descrita en 1980, con distribución endémica en Japón. El holotipo de la especie fue descrita en la Prefectura de Ishikawa. Por sus características morfológicas, pertenece al grupo de especies Eupithecia lariciata.: 463 